# James-Langeova teorija
Jamesova teorija emocija je jedna od najranijih teorija koja govori o odnosu emocija i tjelesnih reakcija. Predložena je od strane Williama Jamesa 1884.godine. Prema njemu, tjelesne promjene ne samo da prethode emocionalnom iskustvu, nego i izazivaju emocije koje ovise o našim tjelesnim i ponašajnim reakcijama. Dakle, emocija je naša percepcija određene pobuđenosti i aktivnosti, a javlja se nakon što primimo informacije o događajima na periferiji. Godinu dana nakon Jamesovog originalnog članka, danski psiholog Carl Lange je predložio model emocija koji navodi iste temeljne mehanizme uzročnog slijeda kao i Jamesova teorija, te se zbog ove sličnosti u literaturi spominje i pod nazivom James-Langeova teorija emocija. Također, ova teorija se još naziva i periferna teorija emocija s obzirom na to da je u oba slučaja naglasak stavljen na periferni tj. autonomni i somatski, a ne središnji živčani sustav. Bez obzira na svoje epistemološko podrijetlo, Jamesova ideja imala je duboke učinke kako na način na koji psiholozi razmišljaju o emocijama, tako i na naknadne laboratorijske studije. Gotovo svako tekstualno istraživanje emocija započelo je s James-Langeovom teorijom, a niz srodnih eksperimenata pojavio se u časopisima tijekom godina.

## O teoriji
Jamesova teorija sugerira da emocionalno iskustvo ne bi bilo moguće bez povratne informacije koja dolazi nakon percepcije perifernih reakcija organizma. James, suprotno tradicionalnom pristupu smatra da u opasnim situacijama dolazi prvo do perifernih reakcija (usporeno disanje,ubrzan rad srca, drhtanje koljena i sl.) jer postajemo svjesni fizioloških i ponašajnih reakcija, te tek onda možemo reći da smo doživjeli određenu emociju. Tvrdi da ne bježimo jer se plašimo, već se plašimo jer opažamo fiziološke i ponašajne reakcije koje se javljaju kao odgovor na određeni događaj. Dakle, James daje prioritet fiziološkim reakcijama nad svjesnim procesima. Prema Jamesu, kombinacije aktivacije različitih organa u određenim situacijama mogu biti dovoljno slične da izazovu identično subjektivno stanje (odnosno emociju koju osoba osjeća), ali i dovoljno različite da osoba doživi različite emocije.
Lang u svom radu za cilj želi pokazati kako se određeni "osjećaji" (izravno iskustvo "grubljih" emocija) izazivaju u svjesnom umu. James je zauzeo potonje stajalište – da osjećaji zahtijevaju objašnjenje – i nije iznenađujuće da je prvi kritičar s kojim se pozabavio u ponovnom izlaganju James-Langeove teorije iz 1894. bio je jedan od velikih utemeljitelja psihologije, Wilhelm Wundt. Wundt (1896.) smatra da su osjećaji primarni, neanalizirani i u tom smislu slični primitivnim vizualnim ili slušnim osjetama. James je tvrdio da emocionalni osjećaji nisu istinski dati. Oni su zapravo bili sekundarni fenomeni, potaknuti percepcijom somatskih i visceralnih promjena koje su bile više ili manje izravno izazvane vanjskim podražajem. Važno je napomenuti da nijedan od ovih velikih znanstvenih antagonista svoje stavove nije temeljio na onome što bismo sada smatrali eksperimentalnim podacima (kao, usput rečeno, ni Lange), već umjesto toga na razmišljanju. Jamesova ideja bila je jedinstvena intuicija, potkrijepljena anegdotama i vođena funkcionalnim, pragmatičnim (ako još ne i bihevioralnim) pogledom. Bez obzira na svoje epistemološko podrijetlo, Jamesova ideja imala je duboke učinke kako na način na koji psiholozi razmišljaju o emocijama, tako i na naknadne laboratorijske studije. Gotovo svako tekstualno istraživanje emocija objavljeno u ovom stoljeću započelo je s James-Langeovom teorijom, a niz srodnih eksperimenata pojavio se u časopisima tijekom godina. Unatoč ovom strastvenom interesu, niti jedan eksperiment nije izravno testirao njegovu središnju hipotezu. Doista, kako je izjavio James, pretpostavka da su emocionalni osjećaji svjesni ostaci fiziološke interocepcije znanstvena je aporija i nije otvorena za izravnu provjeru. Dok se fiziološki događaji mogu mjeriti s objektivnom preciznošću, cilj poduzeća - subjektivno stanje osjećaja - ne podliježe znanstvenom satu, skali ili ravnalu.

## Sličnosti i razlike u Jamesovom i Langeovom tumačenju
Lange je bio fiziolog - a ne filozof - i pokazao je brigu znanstvenika za objektivnost i nestrpljivost prema samo mentalnom: "Nijedan predmet se ne može znanstveno pozabaviti ako ne posjeduje objektivne kvalitete, u vezi s čijim se svojstvima istraživači slažu" (str. 37). Nije dijelio Jamesov interes za objašnjenjem svjesnih osjećaja u formalnoj terminologiji tog vremena, već je umjesto toga tražio opće objašnjenje emocionalnih fenomena kao mjerljive fiziologije. Nadalje, dok je James opisao raznolik katalog somatskih i visceralnih odgovora koji su bili poticaji za svjesno emocionalno iskustvo, Langeova hipoteza bila je specifična: Emocija je bila kardiovaskularni događaj. Glavna ideja koju su dijelili James i Lange bila je da emocija ne počinje svjesnim iskustvom afekta. Obojica su predložili da su tjelesni i bihevioralni odgovori u emocijama bili prethodni događaji. Glavna razlika u razmišljanju Langea i Jamesa bila je u tome što je James svjesnu emociju učinio središnjim fokusom svoje teorije (prebacivši njezinu funkciju s one pokretača akcije na pasivnog percipiratelja fizioloških promjena), za Langea je emocija bila njezina fiziologija, a svjesno iskustvo bilo je od male važnosti, ako ne i potpuno epifenomenalno. Stoga se teorija Jamesa Langea različito citira i u prilog i protiv fiziološkog redukcionizma, kao preteča bihevioralne analize emocija i kao polazište za kognitivne teorije afekta. Važno je napomenuti da je James nadalje smatrao da su inicirajući procesi koji određuju određene vrste emocionalnih reakcija također u osnovi fiziološki. Afektivna svijest - fokus tolikog teoretskog zanimanja tijekom stoljeća - bila je za Jamesa očito sekundarni događaj.

## Kritike teorije
Tijekom posljednjih 130 godina, brojne kritike bile su usmjerene prema Jamesovoj teoriji emocija, koje i dalje ozbiljno potkopavaju njezinu uvjerljivost. To uključuje sljedeće:
1. Teorija svodi emocije na puke epifenomene. Budući da su emocije uzročno neučinkovite u odnosu na djelovanje, one nemaju jasnu funkciju.
2. Teorija ne može objasniti intencionalnost emocija. Budući da su emocije osjećaji tjelesnih stanja, one nisu usmjerene niti prema svijetu niti o njemu.
3. Teorija je potkopana svojim uključivanjem suptilnih emocija. Ove emocije, koje se sastoje od estetskih, intelektualnih i moralnih emocija, očito su više od osjećaja tjelesnih promjena.
4. Teorija zanemaruje činjenicu da su naše emocije, barem u određenoj mjeri, društveno konstruirane.
5. Teorija ne može objasniti nesvjesne emocije jer se emocije za Jamesa nužno osjećaju. Budući da postoje nesvjesne emocije, teorija mora biti pogrešna.
6. Teorija svodi emocije na potpuno pasivna stanja svijesti. Ako su emocije samo osjećaji tjelesnih stanja, onda mi ni na koji način nismo odgovorni za svoje emocije.

### Cannonova kritika
Fiziolog Walter Cannon je formulirao niz kritika zasnovanih na eksperimentalnim dokazima koji su bili dostupni u njegovom vremenu. Glavna kritika se odnosila na činjenicu da eksperimentalna indukcija fiziološke pobuđenosti ne izaziva odgovarajuće emocije. Adrenalin direktno utječe na aktivaciju simpatičke komponente autonomnog živčanog sustava, te dolazi do niza perifernih reakcija kao što su: pojačan srčani ritam, dotok krvi prema mišićima, ubrzano disanje. Dakle, ako percepcija perifernih promjena determinira subjektivni doživljaj emocija kao što to tvrdi James, tada bi osobe kojima je ubrizgan adrenalin trebale doživjeti određeno emocionalno stanje. Marannon (1924) je direktno testirao ovu hipotezu. U eksperimentu je sudjelovalo 210 ispitanika kojima je ubrizgana injekcija adrenalina nakon čega su trebali opisati svoje trenutno stanje. Većina ispitanika (71%) je isključivo spominjala standardne fizičke simptome kao što su tjeskoba u grudima, suha usta bez ikakvih naznaka emocija, što je suprotno od Jamesove teorije. Maronnon tvrdi da su odgovori ostalih 29% ispitanika ukazivali na prisustvo „hladnih“ ili „pseudo-emocija“ kao npr. osjećam kao da ću postati uzrujan ili da ću se razljutiti. Također, Cannon je smatrao da se iste fiziološke reakcije mogu javiti zbog različitih emocionalnih i emocionalno neuralnih stanja, što je suprotno Jamesovoj tvrdnji o postojanju specifičnih obrazaca perifernih reakcija koje prethode različitim emocijama. Ljutnja i strah su dvije različite emocije koje mogu biti popraćene ubrzanim disanjem i srčanim frekvencama. Međutim, te iste reakcije su prisutne i kod osoba koje vježbaju u teretani ili kod pojedinaca koji doživljavaju neke pozitivne emocije. Nadalje, Cannon je smatrao da su utrobe prespore, previše neosjetljive i nisu dovoljno diferencirane u reaktivnosti da bi se objasnila latencija, dinamički raspon i raznolikost emocionalnog izražavanja. Odnosno, osobe mogu doživjeti emociju prie nego dođe do opažanja fizioloških promjena. Naprimjer osoba u iznenadnim prijetećim situacijama može biti svjesna da je uplašena iako još uvijek nije došlo do ubrzanja srčanog ritma, Nakon nekoliko sekundi, aktivacija simpatičke komponente autonomnog nervnog sistema (ANS) će dovesti do odgovarajućih perifernih odgovora, ali u ovom slučaju kauzalni slijed emocionalnih komponenata nije više isti kao onaj koji zagovara James. Cannon nije negirao postojanje povezanosti između emocija i fizioločkih reakcija, ali je za razliku od Jamesa smatrao da je središnji živčani sustav dio mozga koji direktno kontrolira subjektivni doživljaj emocija. James se nikada nije bavio pitanjem moždanih putova u emocijama, osim što je u Principima nagađao da vjerojatno ne postoje specijalizirani centri (James, 1890., 25. poglavlje). Cannon se očito nije slagao i suprotstavio se ovom gledištu svojom vlastitom talamičkom teorijom. S druge strane, Cannon nikada nije eksperimentalno proučavao pitanja prijavljenih svjesnih iskustava koja su se ticala Jamesa. To jest, on sam nije sustavno bilježio introspektivne izvještaje o emocijama kod ljudi i procjenjivao njihov odnos s istodobnim somatovisceralnim promjenama. Slično Jamesu, pozivao se na anegdote i studije slučaja, uvelike se oslanjao na Maranonovu (1924.) studiju o učincima simpato-mimetičkih lijekova (kao što su mnogi od tada).

#### Ostale kritike
- EMOCIJA I AKCIJA -Trajna slava i kritika Jamesove teorije emocija nije posljedica samo njegovog izjednačavanja emocija s osjećajem tjelesnih promjena, već i zaključka koji iz toga izvlači s obzirom na djelovanje. Nakon što je iznio svoju definiciju emocija, u kojoj tjelesne promjene pobuđuju osjećaj, James zaključuje da od prijetnje ne bježimo zato što smo uplašeni, već da smo „uplašeni jer bježimo“.  Isto tako, “žalimo se jer plačemo, ljutimo se jer udaramo”. Najčešće mislimo da emocija igra važnu ulogu u motiviranju radnje, ali s obzirom na Jamesovu tezu o inverziji čini se da to nije tako. Kao rezultat toga, brojni filozofi su se žalili da je James oduzeo emocijama bilo kakvu uzročnu ulogu u odnosu na djelovanje.
- VIŠE OD TJELESNOG OSJEĆAJA -  Smatralo se da su Schachter i Singer potvrdili da same fiziološke promjene nisu dovoljne za razlikovanje emocionalnog osjećaja (Schachter i Singer ,1962). U njihovoj studiji dvije skupine sudionika dobile su injekciju adrenalina. Prva skupina dobila je uvredljiv upitnik za ispunjavanje, a oni su pokazivali znakove bijesa. U međuvremenu je druga skupina bila smještena u veselo okruženje i pokazivale su znakove sreće. Autori su zaključili da razlika u emocionalnom odgovoru nije u fiziologiji budući da su obojici ubrizgani adrenalin, već u njihovoj interpretaciji određene okolnosti. Stoga, baš kao što je Cannon tvrdio, isti fiziološki odgovor može dovesti do vrlo različitih mentalnih stanja.[7]

## Tumačenja
Jamesova teorija emocija čini se jednostavnom, ali kad se detaljnije razmotri, mogu se uočiti njene složenosti. Neki autori su prepoznali te složenosti s različitih gledišta, te su kao rezultat toga doveli u pitanje dominantno nekognitivno tumačenje emocija. Prema tome se ističu tri tumačenja Jamesove teorije:
1. dominantni nekognitivni pogled, koji se smatra standardnim pogledom 
2. kognitivni pogled Phoebe Ellsworth; 
3. hibridni pogled Garyja Hatfielda.

1. Jamesova teorija emocija dovodi u pitanje zdravorazumski pogled na tipičnu emocionalnu epizodu. Dakle, prema njoj, emocija ne uzrokuje fiziološku reakciju, nego tjelesne promjene izravno prate percepciju događaja, pa zapravo, naš osjećaj tih promjena je emocija. Prema tome, smatra se da Jamesova teorija nije u stanju objasniti intencionalnost emocija. Iz svođenja emocija na osjećaj tjelesnih promjena proizlazi pretpostavka da je emocija nekognitivno stanje. Robert Solomon upotrijebio je standardni pogled na ovu teoriju da ilustrira da su osjećaji nebitni za emocije. Budući da osjećaji ne uspijevaju obuhvatiti intencionalnu komponentu emocija, Solomon tvrdi da su emocije zapravo prosude.
2. Phoebe Ellsworth odbacuje standardni pogled, smatrajući ga previše jednostavim objašnjenjem nečega što je veoma složeno. Ona tvrdi da, za Jamesa, percepcija koja neizravno uzrokuje emociju uključuje kognitivnu procjenu. Ellsworth priznaje da ovaj pogled na percepciju sam po sebi ne prevladava problem intencionalnosti. Uostalom, emocija može biti neizravno uzrokovana kognitivnom procjenom, ali je još uvijek izravno uzrokovana tjelesnim promjenama. Međutim, prema Ellsworth, percepcija ne uzrokuje samo tjelesne promjene, već je i nužan dio emocije.
3. Tumačenje Garyja Hatfielda dosta bolje objašnjava složenost Jamesove teorije. Hatfield skreće posebnu pozornost na važnu ulogu instinkta. Budući da su emocija i instinkt povezani Hatfield uviđa da je ono što James ima za reći o instinktu neophodno za potpuno razumijevanje njegove koncepcije emocija. Emocije počinju kao urođeni instinktivni odgovori na određene okolinske podražaje. Kada prvi put doživimo određenu emociju, nemamo prethodno iskustvo o tome kamo će nas ovaj instinktivni odgovor dovesti. Instinkt je slijep. Međutim, za razliku od mnogih tradicionalnih pisaca na tu temu, James ne vidi razloga da instinkt ograniči na djela bez predviđanja ciljeva. Instinkti mogu prestati biti slijepi kada, kako kaže Hatfield, “asocijativni procesi iskustva naknadno dodaju sadržaj takvim senzacijama”. Ti asocijativni procesi iskustva čine kognitivnu procjenu u kojoj se vrednuje neki objekt ili stanje stvari. Ukratko, kada se dogodi kognitivna procjena, što je slučaj s većinom emocija odraslih ljudi, emocija više nije slijepi refleks; ima namjerni sadržaj.